# Alcaloïde indolique

Formule structurelle de l'indole.

Les alcaloïdes indoliques sont une classe d'alcaloïdes contenant un groupe fonctionnel indole. De nombreux alcaloïdes indoliques comprennent également des groupes isoprènes et sont donc des alcaloïdes indole-terpéniques ou alcaloïdes dérivés de sécologanine et tryptamine. Cette classe  d'alcaloïdes est l'une des plus importantes avec plus de 4100 composés différents connus. Beaucoup d'entre eux possèdent une activité physiologique importante et certains d'entre eux sont utilisés en médecine. Le précurseur biochimique des alcaloïdes indoliques est un acide aminé, le tryptophane.